# Weltforum der Ressourcenuniversitäten für Nachhaltigkeit
Das Weltforum der Ressourcenuniversitäten für Nachhaltigkeit (World Forum of Universities of Resources on Sustainability, WFURS) ist ein Zusammenschluss internationaler Ressourcenuniversitäten. Es verfolgt das Ziel, das Prinzip der nachhaltigen Entwicklung in Forschung und Ausbildung an den Hochschulen im Rohstoffbereich international zu verankern. Insgesamt haben sich dem Weltforum der Ressourcenuniversitäten für Nachhaltigkeit seit seiner Gründung im Jahr 2012 100 Mitgliedsuniversitäten aus 56 Ländern angeschlossen. Die Geschäftsstelle des Weltforums befindet sich an der Technischen Universität Bergakademie Freiberg.
Das Weltforum wird durch ein Führungsgremium mit Mitgliedern aus allen Kontinenten geleitet. Auf der letzten Tagung des Weltforums der Ressourcenuniversitäten in Akita, Japan wurde Wladimir Stefanowitsch Litwinenko, Rektor der Bergbau-Universität St. Petersburg, für ein weiteres Jahr als Präsident bestätigt. Carsten Drebenstedt, Bergbauprofessor an der TU Bergakademie Freiberg, bleibt für weitere vier Jahre erster Generalsekretär.  Akira Imai von der Akita University in Japan ist Schatzmeister.

## Aufgabe
Das Weltforum der Ressourcenuniversitäten für Nachhaltigkeit wurde im Jahr 2012 in Freiberg von der TU Bergakademie Freiberg und der St. Petersburger Bergbauuniversität gegründet. Die Mitglieder wollen die nachhaltige Entwicklung in Forschung und Lehre weltweit vorantreiben. Zudem wollen sie ein neues Rohstoffbewusstsein in Gesellschaft, Wirtschaft, Wissenschaft und Politik schaffen.
Das WFURS versteht sich als eine Plattform. Die Mitgliedsuniversitäten kooperieren auf den Gebieten Wissenschaft und Technik und tauschen zugleich auch Lehrinhalte in puncto Bergbau und Umweltschutz untereinander aus. Die Montanwissenschaften werden dabei um die Wirtschafts-, Umwelt- und Sozialwissenschaften ergänzt. Das Weltforum der Ressourcenuniversitäten verfolgt somit einen interdisziplinären Ansatz. Gemeinsam will man Ausbildungsstandards definieren, neue internationale Studiengänge zu nachhaltigen Rohstoffprozessen entwickeln und die Aus- und Weiterbildung für hochqualifizierte Nachwuchswissenschaftler in einem globalen Maßstab vorantreiben. Diese neuen Ausbildungsinhalte sollen zum einen konzipiert und zugleich international etabliert werden.
Vor dem Hintergrund des weltweit rasant steigenden Bedarfs an Rohstoffen werden neue Dimensionen der Beeinträchtigung von Umwelt, Gesellschaft und der globalen Wirtschaft sichtbar. Die Ressourcenuniversitäten sehen sich international in der Verantwortung dem Prinzip der nachhaltigen Entwicklung in Forschung und Ausbildung entlang der gesamten Rohstoffwertschöpfungskette Geltung zu verschaffen.

## Mitglieder
Die neuen WFURS-Mitglieder aus dem Jahr 2014:
1. Taita Taveta University College, Voi, Kenia
2. Technische Universität Tiflis, Georgien
3. Universidad Nacional de San Martín, Argentinien
4. Universität Aden, Jemen
5. Universidad Nacional de Catamarca, Argentinien
6. Université de Liège, Belgien
7. Donbass State Technical University, Ukraine[8]

## Geschichte

### Gründung  in Freiberg
Am 11. Juni 2012 unterzeichneten Vertreter von  50 internationalen Ressourcenuniversitäten aus 39 Ländern an der TU Bergakademie im sächsischen Freiberg eine Deklaration zur nachhaltigen Rohstoffsicherung. Das Forum trifft sich jedes Jahr bei einer der Mitgliedsuniversitäten.

### 1. Weltforum  in Trondheim
2013 kamen die Mitgliederuniversitäten zu ihrer ersten regulären Konferenz im norwegischen Trondheim zusammen. Hier wurden Statute sowie eine Satzung des Weltforums beschlossen und sich über Inhalte verständigt.

### 2. Weltforum  in Leoben
Das zweite Weltforum fand im Oktober 2014 im österreichischen Leoben statt. In Arbeitsgruppen wurden Inhalte des Weltforums diskutiert und die nächsten Schritte festgelegt. In den Vorträgen ging es vor allem um die Lehre im Rohstoffbereich, neue Methoden und um den Stand der Technik. Am Beispiel der Bergbauregion Leoben erfuhren die Teilnehmern, wie Bergbau trotz relativ geringer Erzgehalte wirtschaftlich und nachhaltig betrieben werden kann.

### 3. Weltforum  in Akita
Das dritte Weltforum fand im September 2015 in Akita, Japan statt.
Thema war die nachhaltige Entwicklung in Forschung und Ausbildung an den Hochschulen im Rohstoffbereich.
Während einer Fachexkursion zu einem Bergwerk wurde eine Hütte besucht, die ab 1873 vom Freiberger Absolventen der Bergakademie, dem Kosmopoliten Curt Adolph Netto, geleitet war, der sich für die Verbindung von Europa und Asien einsetzte.
Als Ausrichter der 4. Mitgliederversammlung im Jahr 2016 wurde die Bergbau-Universität St. Petersburg bestätigt.   Bernd Meyer gab nach drei Jahren die Präsidentschaft des Weltforums an   Litwinenko in St. Petersburg ab.